# エミル・カミラロフ
エミル・カミラロフ（ブルガリア語: Емил Камиларов, ラテン文字転写例: Emil Kamilarov, 1928年4月15日 - 2007年10月4日）は、フランス生まれのブルガリアのヴァイオリニスト。「ブルガリアのパガニーニ」の異名を持つ。

## 経歴
両親がトゥールーズに旅行中、その列車の中で生まれた。ソフィア音楽院でヴラディミール・アヴラモフに師事し、1952年のヴィエニャフスキ国際ヴァイオリン・コンクールで第４位入賞を果たした。1955年にはレニングラード音楽院に留学し、そこで後の妻となるヴァイオリニストのディーナ・シュナイダーマンと出会った。1961年にはパガニーニ国際コンクールで優勝し、1963年からレニングラード音楽院で教鞭をとった。また、1960年代初頭からブルガリア室内管弦楽団を組織し、妻のシュナイダーマンとの共演でブルガリア国内で人気を博した。
1980年代初頭にブルガリアを出国したまま戻らず、ブルガリア政府のブラック・リストに載ったことで、国内で行った録音の一切が封印されることとなった。その後はスウェーデンを本拠にして演奏活動及び教育活動を展開した。2007年にウプサラで没。